# الحمران
قرية الحمران، قرية في المملكة العربية السعودية وتقع على بعد 5 كيلو متر جنوب غرب مدينة بالجرشي، الحمران واحدة من أكبر قرى محافظة بالجرشي بمنطقة الباحة، وتقع الحمران على قمة منحدر صخري يطل على تهامة ضمن جبال السروات.
وتتمتع الحمران بطرق زراعية معبده ومناره مع تنوع عمراني جميل. وقد أنشئ فيها أول مصنع بالمنطقة «مصنع اسفنج» افتتحه الملك فهد بن عبد العزيز عندما كان وليًا للعهد.
كما يوجد في بلدة الحمران مكتب للبريد ومركز صحي ومدرسة ابتدائية ومتوسطة للبنين ومدرستين للبنات وجامع كبير وما يزيد عن 15 مسجد، ومصلى للعيد ومن المشاريع التي تم تنفيذها قيام الاهالي ببناء الجامع الكبير جامع ابي بكرالصديق . ومن معالم القرية ستاد الشيخ على الحمراني. كما تعمل بلدية بالجرشي على ربط البلده بالطريق السياحي الذي يمتد من وادي فيق إلى قذانه. 
ويعد الملك سعود والملك فيصل والملك فهد والأمير سلطان من أبرز الشخصيات الذين زاروا القرية في التاريخ الحديث.